# Dieter Kersten
Dieter Kersten, född 25 oktober 1996, är en friidrottare från Belgien. Han deltog vid olympiska sommarspelen 2020.